# Suzuki Alto
El Suzuki Alto es un automóvil de turismo del segmento A producido por el fabricante japonés Suzuki desde el año 1979. Existen ocho generaciones del Alto, puestas a la venta en los años 1979, 1984, 1988, 1994, 1998, 2004, 2008 y 2013. Se posiciona en la gama de Suzuki por debajo del Suzuki Swift, y ha tenido como rivales al Chevrolet Spark, el Daihatsu Cuore, el Hyundai Atos, el Hyundai i10 y el Kia Picanto. El modelo se ha vendido también bajo las marcas Maruti Udyog, Nissan y Chevrolet.

## Historia

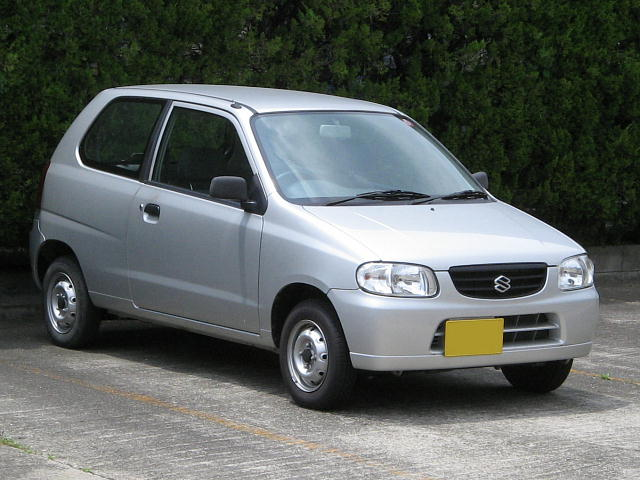
Suzuki Alto generación pasada

La primera generación del Alto, surgida en el año 1979, existió solamente con carrocería hatchback de tres puertas. Para la segunda generación presentada en 1984 se agregó una de cinco puertas, que se convirtió en la única disponible para la tercera generación de 1988. Los Suzuki Cervo y Fronte eran un cupé y un sedán respectivamente, que compartían componentes estructurales y mecánica con el Alto.
La cuarta generación del Alto comenzó a venderse en el año 1994. La quinta se estrenó en 1998. El Alto de sexta generación se lanzó al mercado en 2004.
La séptima generación del Alto fue exhibida como prototipo en el Salón del Automóvil de Nueva Delhi de 2008 bajo el nombre "A-Star Concept". La versión de producción se estrenó en el Salón del Automóvil de París del mismo año; se vende en India desde diciembre de 2008 (con el nombre Maruti Suzuki A-Star), y en otros países desde principios de 2009 bajo las denominaciones Alto, Celerio y Nissan Pixo. Lleva un motor gasolina atmosférico de tres cilindros en línea y 1.0 litros de cilindrada que desarrolla 68 CV de potencia máxima; las emisiones de CO2 son de 103 g/km.
El fabricante indio Maruti Udyog produce la segunda generación del Alto bajo la denominación Maruti 800, el modelo más vendido en la India durante varios años; y la quinta generación con el nombre Maruti Alto, el cual tomó el liderazgo en ese mercado. El Maruti 800 tiene tracción delantera y un motor de gasolina de tres cilindros, 800 cc de cilindrada y 38 CV de potencia máxima; el motor del Maruti Alto tiene cuatro válvulas por cilindro y alcanza los 47 CV. Ambos modelos de Maruti se exportan a otros países con el nombre Suzuki Maruti.

## Seguridad
El Alto K10 en su versión Latinoamericana más básica recibió una calificación de 0 estrellas para adultos y 3 estrellas para niños de Latin NCAP en 2013.

## Galería

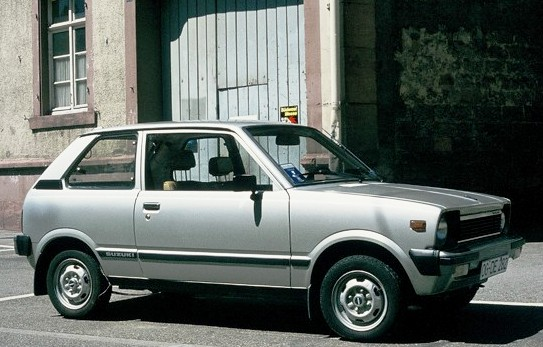
Suzuki Alto I (1979-1984)
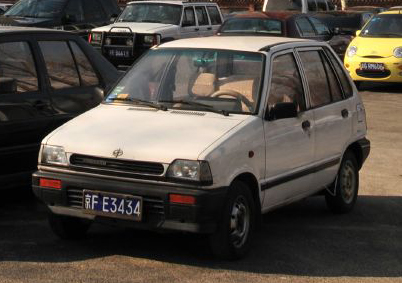
Suzuki Alto II (1984-1988)
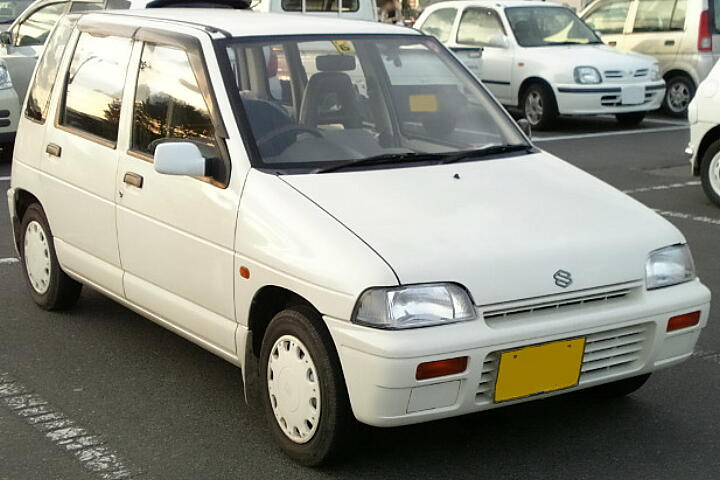
Suzuki Alto III (1988-1994)
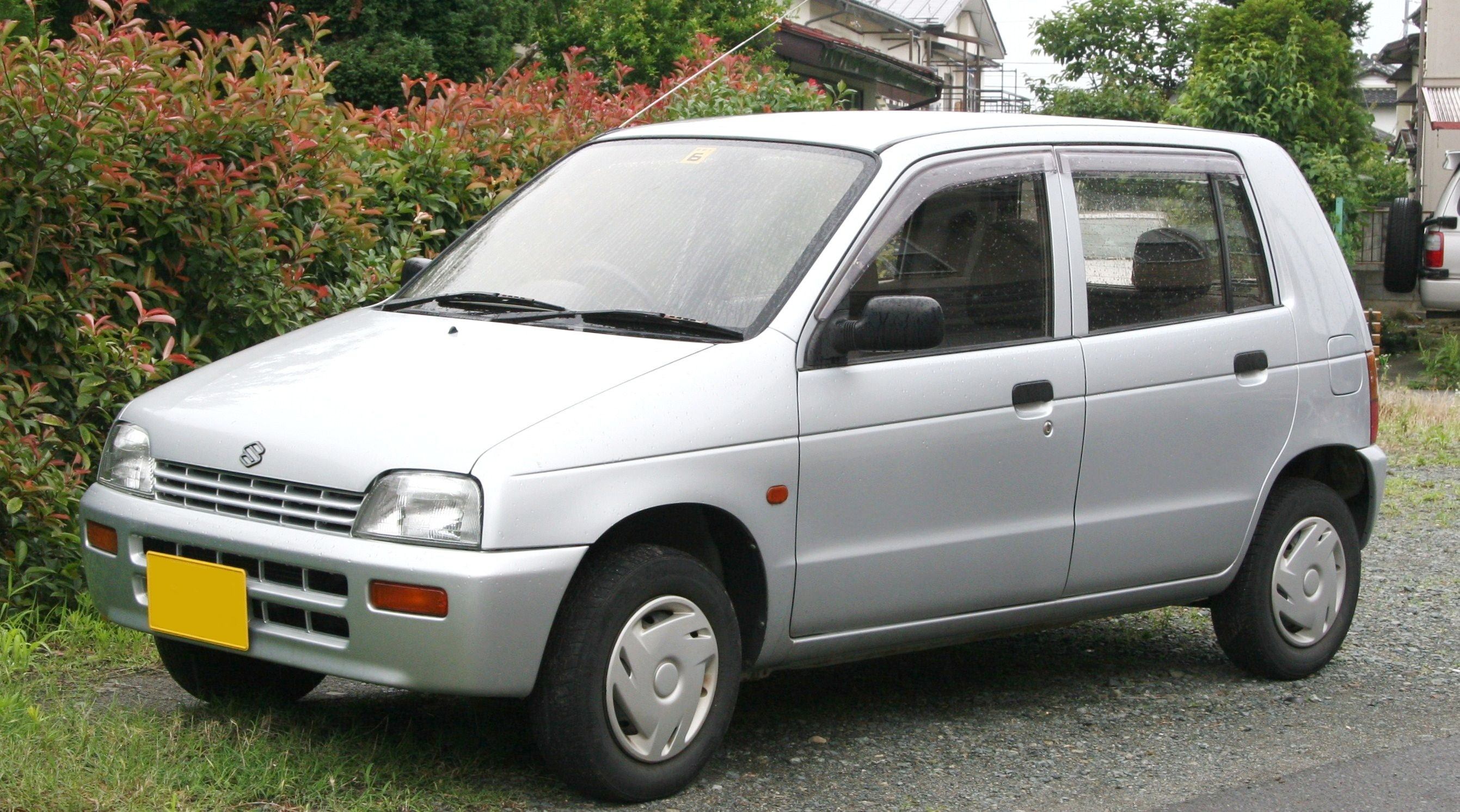
Suzuki Alto IV (1994-1998)
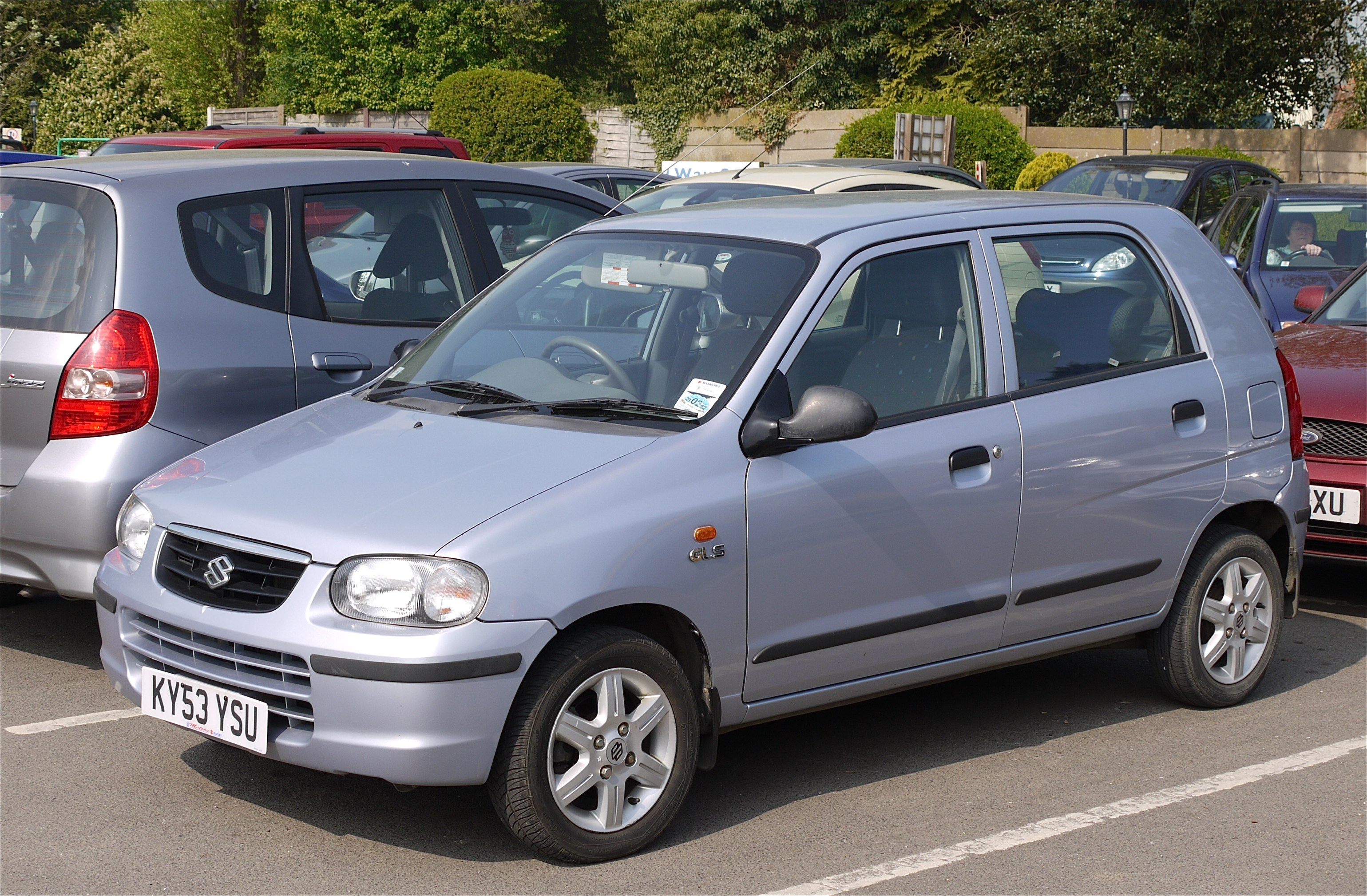
Suzuki Alto V (1998-2004)
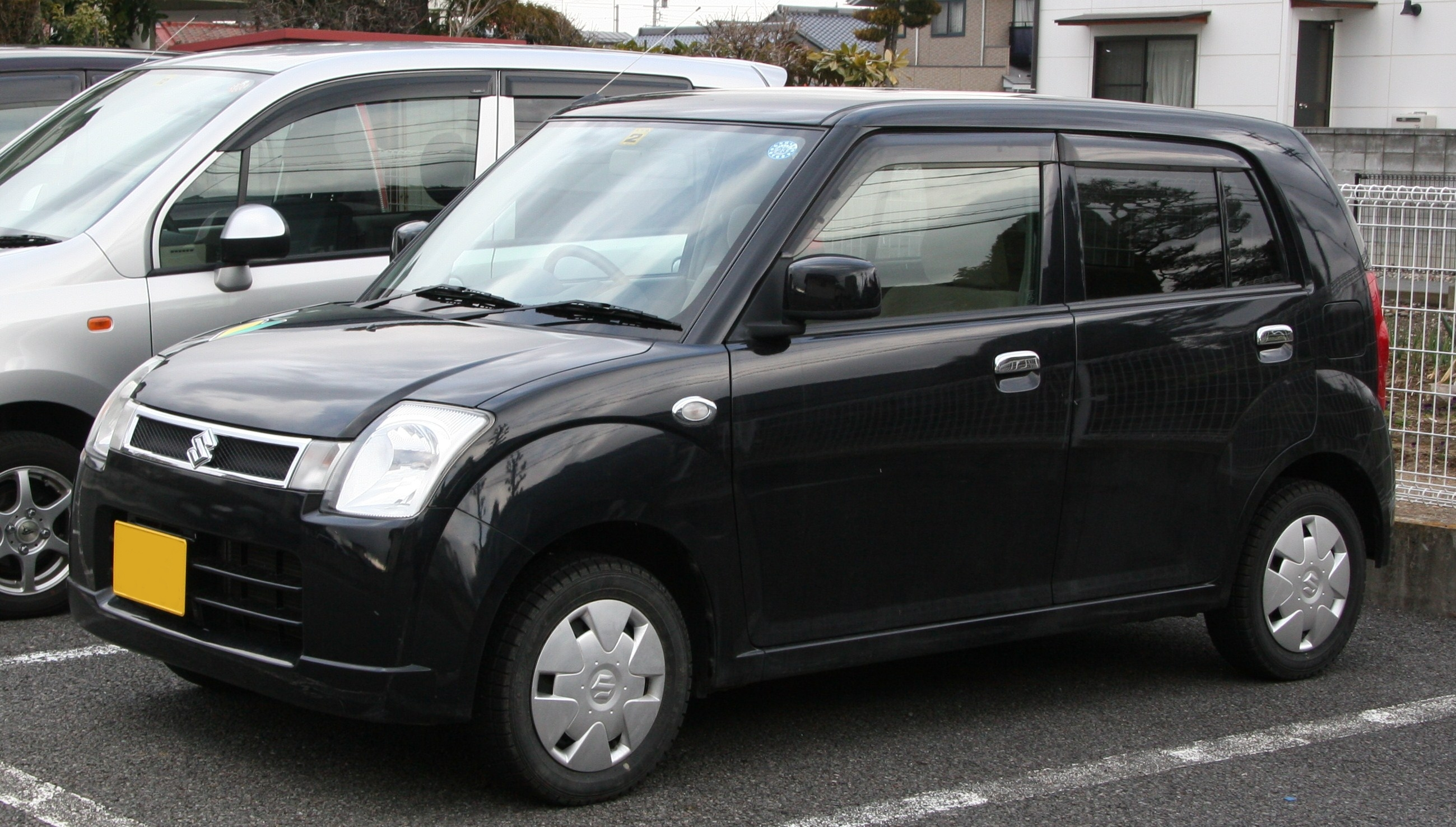
Suzuki Alto VI (2004-2008)
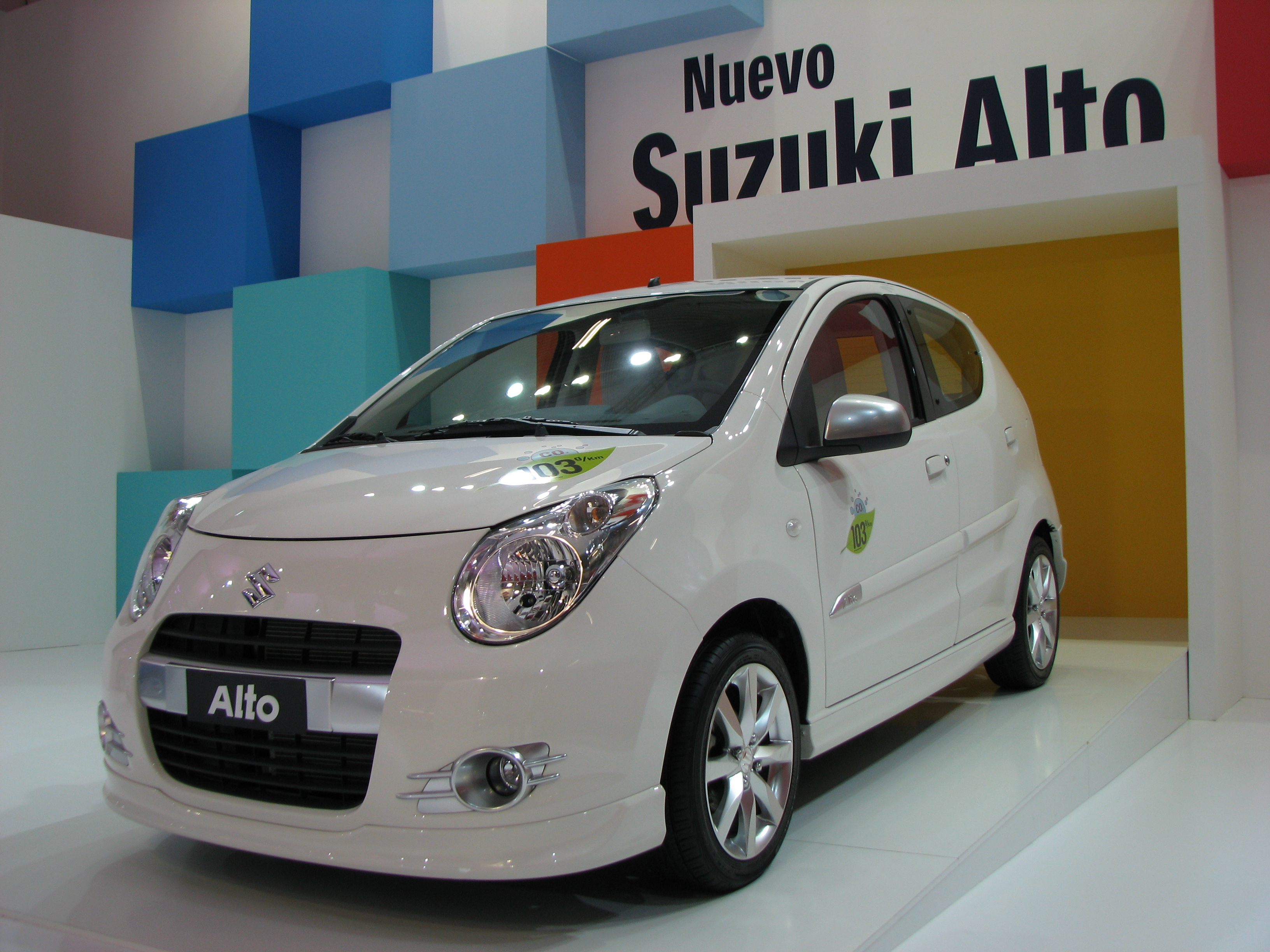
Suzuki Alto VII (2008-2013)
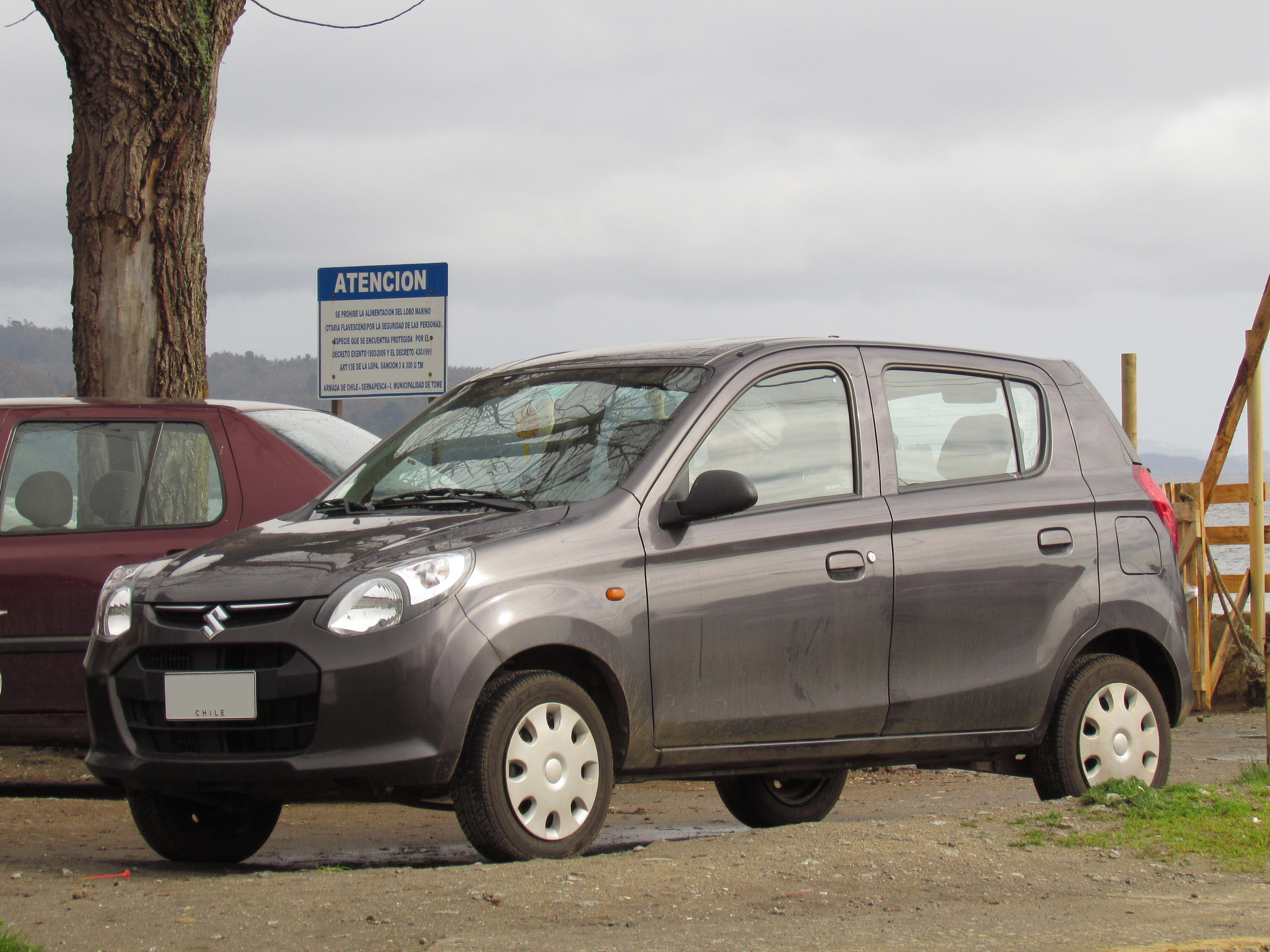
Suzuki Alto VIII (2013-presente)
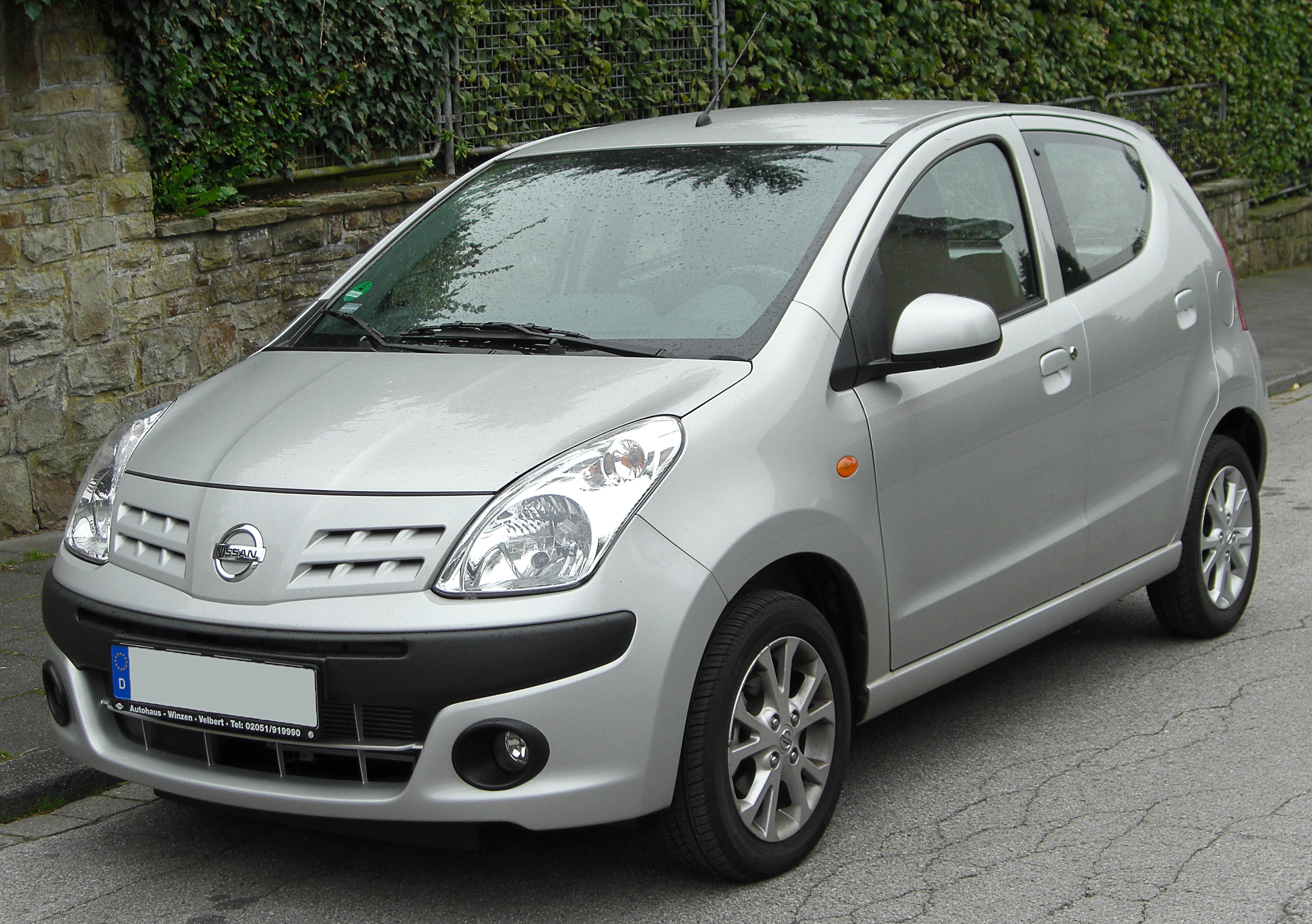
Nissan Pixo (2008-presente)